# Monohelea nigrita
Monohelea nigrita är en tvåvingeart som först beskrevs av Maurice Emile Marie Goetghebuer 1941.  Monohelea nigrita ingår i släktet Monohelea och familjen svidknott.
Artens utbredningsområde är Tyskland. Inga underarter finns listade i Catalogue of Life.